# Eucelatoria teffeensis
Eucelatoria teffeensis är en tvåvingeart som först beskrevs av Townsend 1927.  Eucelatoria teffeensis ingår i släktet Eucelatoria och familjen parasitflugor. Inga underarter finns listade i Catalogue of Life.